# Crassolabium elegans
Espèce
Crassolabium elegans est une espèce de nématodes de la famille des Qudsianematidae et de l'ordre des Dorylaimida. Elle est trouvée au Nord des Grandes Plaines en Amérique du Nord.